# Суперкуп Србије у рагбију 13 2024.
Суперкуп Републике Србије у рагбију тринаест 2024. било је десето издање овог рагби 13 такмичења.
Пехар је освојио београдски Партизан, који је у финалу на стадиону Обилића надиграо Црвену звезду 36-24.
Црно-бели рагбисти донели су четврти пехар Суперкупа Србије у клупске витрине.

## Учесници
- Рагби лига клуб Црвена звезда Београд - Основан 2006.
- Рагби лига клуб Партизан Београд - Основан 2013.

## Састави Партизана и Звезде за финале Суперкупа 2024.
'Црвена звезда'
Стартна постава: Капитен - Војислав Дедић, Владислав Дедић, Милош Зоговић, Данило Косановић, Денис Ченгај, Рајко Трифуновић, Бошко Тодоровић, Силвер Зенуни, Милош Чалић, Марко Јанковић, Драган Кокановић, Лука Трифуновић, Никола Ђурић.
Измене: Балша Жаровић, Ненад Жујић, Вук Штрбац, Един Мехмеди.
'Партизан'
Стартна постава: Капитен - Џавид Јашари, Александар Павловић, Немања Манојловић, Урош Илић, Велибор Карановић, Страхиња Стојиљковић, Стеван Иванковић, Бобан Јанковић, Душан Милутиновић, Дарио Абидиновић, Енис Бибић, Филип Нешић, Андреј Маринковић.
Измене: Јасмин Бибић, Унаји Сарија, Лука Стошић, Стефан Милинковић.

## Извештај са финала Суперкупа Републике Србије у рагбију тринаест 2024.
Утакмица је почела минутом ћутања у знак сећања на жртве НАТО злочиначке агресије над СР Југославијом, као и помен жртвама трагедије у Русији, терористичког напада у концертној дворани Крокус.
| Црвена звезда | 24 : 36 | Партизан |
| ------------- | ------- | -------- |
|               |         |          |

| Победник Суперкупа Републике Србије у рагбију 13 за 2024. годину.           |
| --------------------------------------------------------------------------- |
| Рагби лига клуб Партизан 4. титула победника српског Суперкупа у рагбију 13 |